# Валентная зона
Вале́нтная зо́на — энергетическая область разрешённых электронных состояний в твёрдом теле, заполненная валентными электронами. В зонной теории это первая зона (если двигаться сверху вниз), целиком или большей частью расположенная ниже уровня Ферми. 

Упрощённая зонная структура полупроводника и диэлектрика при нулевой абсолютной температуре с изображением нескольких дополнительных зон помимо валентной зоны и зоны проводимости. Уровень Ферми на рисунке обозначен.

Верхний край валентной зоны называется её потолком. Его энергия обозначается {\displaystyle E_{v}} (от англ. valence (v-) band). Вопрос о численном значении {\displaystyle E_{v}} не ставится, так как существенна только разница между энергией этого края и энергией других выделенных уровней (уровня Ферми {\displaystyle E_{F}}, нижнего края зоны проводимости {\displaystyle E_{c}} и др.).
Аналогом энергии верхней границы валентной зоны в молекулярных системах (кластерах) является энергия верхней занятой молекулярной орбитали (англ. highest occupied molecular orbital (HOMO)). 
В полупроводниках при абсолютном нуле температуры валентная зона заполнена электронами целиком — и электроны не дают вклада в электропроводность и другие кинетические эффекты, вызываемые внешними полями. При конечной температуре происходит тепловая генерация носителей заряда, в результате которой часть электронов переходит в расположенную выше зону проводимости или на примесные уровни в запрещённой зоне. При этом в валентной зоне образуются дырки, участвующие наряду с электронами в зоне проводимости в переносе электрического тока. Дырки в валентной зоне могут также возникать при нетепловом возбуждении полупроводника — освещении, облучении потоком ионизирующих частиц, воздействии сильного электрического поля — которое вызывает лавинный пробой полупроводника.